# 五台山駅
五台山駅（ごだいさんえき）は、南京市鼓楼区上海路と広州路の交差点にある、南京地下鉄の駅である。5号線と13号線が乗り入れ、両路線の接続駅となっている。

## 駅名
事業着手当初は南京地下鉄集団は「五台山駅」の仮称を用いており、2019年11月28日に「五台山駅」を駅名として第一次公示された 、2020年1月15日に駅名が「五台山駅」に決定したことが発表された。

## 隣の駅
南京地下鉄
■5号線
雲南路駅- 五台山駅 - 上海路駅